# Anopheles laneanus
Anopheles laneanus är en tvåvingeart som beskrevs av Correa och Nelson Leander Cerqueira 1944. Anopheles laneanus ingår i släktet Anopheles och familjen stickmyggor. Inga underarter finns listade i Catalogue of Life.